# Migas otari
Migas otari är en spindelart som beskrevs av Wilton 1968. Migas otari ingår i släktet Migas och familjen Migidae. Inga underarter finns listade i Catalogue of Life.